# Podmornice razreda Borej
Razred Borej (rusko Проект 955 Борей, Projekt 955 Borej – Boreas) je razred strateških jedrskih podmornic, ki jih gradi ladjedelnica Sevmaš za Rusko vojno mornarico. Poimenovan je po grškem bogu mrzlega severnega vetra Boreasu. Nadomestil bo sovjetske strateške jedrske podmornice razredov Kalmar, Delfin in Akula.

## Zgodovina
Razvoj se je začel v konstruktorskem biroju Rubin sredi 1980-ih let pod oznako Projekt 955. Gredelj prve podmornice Jurij Dolgoruki je bil položen leta 1996 v ladjedelnici Sevmaš v Severodvinsku. Razvijali so tudi manjšo različico pod imenom »Projekt 935«, vendar so jo pozneje opustili. Začeli so tudi razvijati novo različico podmorniške balistične rakete R-39 – R-39UTTH »Bark«, vendar so razvoj opustili in razvili novo raketo R-30 Bulava. Bulava je imela sprva veliko neuspešnih testov, zato so razmišljali o uporabi podmorniške balistične rakete R-29RMU Sinjeva, ki je že v uporabi na podmornicah razreda Delfin.
Novost je kompakten in hidrodinamičen trup, ki je bolj tih od prejšnjih razredov podmornic. Je tudi prva ruska novozgrajena podmornica z vodnim reaktivnim motorjem (pump-jet), saj je bil ta prej nameščen le na podmornici Alrosa.
Podmornice razreda Borej so dolge 170 m in široke 13,5 m, največja hitrost pa je vsaj 30 vozlov (56 km/h). So manjše od razreda Akula Sprva je bilo načrtovano, da naj bi podmornice nosile samo 12 raket, a je bilo število pozneje povečano na 16, ker so rakete Bulava manjših dimenzij. Knjaz Vladimir naj bi po nekaterih poročanjih nosil 20 raket, vendar je bilo to pozneje odpovedano. Ameriške strateške podmornice razreda Ohio so manjše, vendar lahko nosijo kar 24 raket Trident II. Cena podmornice razreda Borej naj bi bila okrog 890 mio USD, kar je manj kot polovica podmornice razreda Ohio. Podmornice razreda Borej so opremljene s sonarskim sistemom Irtiš-Amfora-B-055 koncerna Gidropribor iz Sankt Peterburga. Posadka šteje 107 mornarjev.
Četrta in nadaljnje podmornice v seriji so grajene po izboljšanem razredu Borej-A (Projekt 955A). Izboljšave se nanašajo na večjo tihost, sodobnejša komunikacijska sredstva in sredstva zaznavanja in z izboljšano bivalnostjo in sposobnostjo preživetja.
Podmornica Knjaz Oleg je v sklopu preizkušanj prvič odšla na morje 30. maja 2021 in se vrnila na Sevmaš 17. junija, 21. oktobra pa je iz potopljenega položaja v Belem morju uspešno izstrelila medcelinsko raketo Bulava, katere jedrske konice so zadele preizkusni poligon Kura na polotoku Kamčatka.
25. oktobra 2022 je bila objavljena prva fotografija najnovejše podmornice Generalissimus Suvorov na preizkušanjih (poveljnik – kapitan 1. stopnje Viktor Artjomov).

## Enote
V poševnem tisku so ocenjeni podatki.
| Ime                     | Projekt      | Gredelj položen   | Splavljena        | Predana           | Flota              | Stanje     |
| ----------------------- | ------------ | ----------------- | ----------------- | ----------------- | ------------------ | ---------- |
| Jurij Dolgoruki         | 955 (09550)  | 2. november 1996  | 13. februar 2008  | 10. januar 2013   | Severna flota      | Aktivna    |
| Aleksandr Nevski        | 955 (09551)  | 19. marec 2004    | 6. december 2010  | 21. december 2013 | Tihooceanska flota | Aktivna    |
| Vladimir Monomah        | 955 (09551)  | 19. marec 2006    | 30. december 2012 | 19. december 2014 | Tihooceanska flota | Aktivna    |
| Knjaz Vladimir          | 955А (09552) | 30. julij 2012    | 17. november 2017 | 12. junij 2020    | Severna flota      | Aktivna    |
| Knjaz Oleg              | 955А (09552) | 27. julij 2014    | 16. julij 2020    | 21. december 2021 | Tihooceanska flota | Aktivna    |
| Generalissimus Suvorov  | 955А (09552) | 26. december 2014 | 11. januar 2021   | 29. december 2022 | Tihooceanska flota | Aktivna    |
| Imperator Aleksandr III | 955А (09552) | 18. december 2015 | 29. december 2022 | 30. november 2023 | Tihooceanska flota | Aktivna    |
| Knjaz Požarski          | 955А (09552) | 23. december 2016 | 3. februar 2024   | 24. julij 2025    | Severna flota      | Aktivna    |
| Dmitrij Donskoj         | 955А (09552) | 23. avgust 2021   |                   | 2026              | Severna flota      | V gradnji  |
| Knjaz Potjomkin         | 955А (09552) | 23. avgust 2021   |                   | 2027              | Severna flota      | V gradnji  |
|                         | 955А (09552) | 2024              |                   |                   |                    | Načrtovana |
|                         | 955А (09552) | 2024              |                   |                   |                    | Načrtovana |